# Шорт-трек на зимових Олімпійських іграх 2022 — змішана естафета 2000 метрів
Змагання з шорт-треку в змішаній естафеті на 2000 метрів на зимових Олімпійських іграх 2022 відбудуться 5 лютого в Столичному палаці спорту в Пекіні (КНР). Це перша поява змішаних змагань з шорт-треку на Олімпійських іграх.
Перед Олімпійськими іграми Китай очолював залік Кубка світу 2021–2022 після чотирьох етапів. 2-ге та 3-тє місця посідали, відповідно, Нідерланди і Угорщина.

## Рекорди
Перед цими змаганнями світовий і олімпійський рекорди були такими:
| Світовий рекорд     | Південна Корея Кім А Ран Кін Дон Ук Кім Джи Ю Квак Юн Гі | 2:35.951 | Пекін, КНР | 24 жовтня 2021 |
| Олімпійський рекорд | Не встановлений                                          | '        |            |                |

## Результати

### Чвертьфінали
| Місце | Заїзд | Країна                     | Час                                                                      | Нотатки  |       |
| ----- | ----- | -------------------------- | ------------------------------------------------------------------------ | -------- | ----- |
| 1     | 1     | Китай                      | Цюй Чуньюй Фань Кесінь У Дацзін Жень Цзивей                              | 2:37.535 | Q     |
| 2     | 1     | Італія                     | Аріанна Фонтана Аріанна Вальчепіна Юрі Конфортола Андреа Кассінеллі      | 2:38.308 | Q     |
| 3     | 1     | Південна Корея             | Чхве Мін Джон Лі Ю Бін Хван Те Хон Парк Джан Хюк                         | 2:48.308 |       |
| 4     | 1     | Польща                     | Нікола Мазур Каміла Стормовська Міхал Невінський Лукаш Кучинський        | 2:50.513 |       |
| 1     | 2     | Нідерланди                 | Сюзанне Схюлтінг Ксандра Велзебур Іцхак де Лаат Єнс вант Ваут            | 2:36.437 | Q, OR |
| 2     | 2     | Канада                     | Кортні Саро Флоранс Брюнель Стівен Дюбуа Паскаль Діон                    | 2:36.747 | Q     |
| 3     | 2     | Казахстан                  | Яна Хан Ольга Тихонова Денис Никиша Абзаль Ажгалієв                      | 2:43.004 | q     |
| 4     | 2     | Франція                    | Тіфані Уо-Маршан Гвендолін Доде Себастьян Лепап Кентен Феркок            | 2:51.221 |       |
| 1     | 3     | Угорщина                   | Петра Ясапаті Софія Конья Лю Шандор Шаолінь Джон-Генрі Крюгер            | 2:38.396 | Q     |
| 2     | 3     | Олімпійський комітет Росії | Софія Просвірнова Катерина Єфременкова Семен Єлістратов Костянтин Івлієв | 2:38.445 | Q     |
| 3     | 3     | США                        | Крістен Сантос Мааме Біней Ендрю Гіо Раян Півіротто                      | 2:39.043 | q     |
| 4     | 3     | Японія                     | Юкі Кікуті Суміре Кікуті Кадзукі Йосінага Кота Кікуті                    | 2:39.112 |       |

### Півфінали
| Місце | Заїзд | Країна                     | Час                                                                | Нотатки  |     |
| ----- | ----- | -------------------------- | ------------------------------------------------------------------ | -------- | --- |
| 1     | 1     | Канада                     | Кортні Саро Кім Бутен Джордан П'єр-Жиль Паскаль Діон               | 2:36.808 | QA  |
| 2     | 1     | Італія                     | Аріанна Фонтана Мартіна Вальчепіна П'єтро Сігель Андреа Кассінеллі | 2:36.895 | QA  |
| 3     | 1     | Казахстан                  | Яна Хан Ольга Тихонова Денис Никиша Абзаль Ажгалієв                | 2:42.575 | QB  |
| 4     | 1     | Нідерланди                 | Сюзанне Схюлтінг Селма Паутсма Шинкі Кнегт Єнс вант Ваут           | 2:51.919 | QB  |
| 1     | 2     | Угорщина                   | Петра Ясапаті Софія Конья Лю Шаоан Лю Шандор Шаолінь               | 2:38.052 | QA  |
| 2     | 2     | Китай                      | Цюй Чуньюй Чжан Ютін У Дацзін Жень Цзивей                          | 2:38.783 | QA  |
| —     | 2     | Олімпійський комітет Росії |                                                                    |          | PEN |
| —     | 2     | США                        |                                                                    |          | PEN |

### Фінали

#### Фінал B
| Місце | Країна     | Час                                                      | Нотатки  |  |
| ----- | ---------- | -------------------------------------------------------- | -------- |  |
| 5     | Нідерланди | Сюзанне Схюлтінг Селма Паутсма Шинкі Кнегт Єнс вант Ваут | 2:36.966 |  |
| 6     | Казахстан  | Яна Хан Ольга Тихонова Аділь Галіахметов Денис Никиша    | 2:44.148 |  |

#### Фінал A
| Місце | Країна   | Час | Нотатки  |     |
| ----- | -------- | --- | -------- | --- |
| 1     | Китай    |     | 2:37.348 |     |
| 2     | Італія   |     | 2:37.364 |     |
| 3     | Угорщина |     | 2:40.900 |     |
|       | Канада   |     |          | PEN |